# لینیا آئریا د انتره ریوس
لینیا آئریا د انتره ریوس (به انگلیسی: Línea Aérea de Entre Ríos) یک شرکت هواپیمایی با کد یاتا 2l است که در تاریخ ۱۹۶۷ میلادی تأسیس شده است. دفتر مرکزی لینیا آئریا د انتره ریوس در پارانا، آرژانتین واقع شده‌است و قطب این شرکت هواپیمایی در محله هوایی یورگ نوبری قرار دارد و به ۶ مقصد، پرواز مستقیم انجام می‌دهد.